# Sedm dřívějších mingských mistrů
Sedm dřívějších mingských mistrů (čínsky v českém přepisu Ming-čchao čchien čchi-c’, pchin-jinem Míngcháo qián qīzǐ, znaky 明朝前七子) je označení pro sedm předních básníků a spisovatelů působících v první polovině 16. století, za vlády císaře Ťia-ťinga, v mingské Číně.

## Historie
Sedm dřívějších mingských mistrů byli:
- Li Meng-jang (1475–1529);
- Che Ťing-ming (1483–1521);
- Pien Kung (1476–1532);
- Wang Tching-siang (1474–1544);
- Kchang Chaj (1475–1540);
- Wang Ťiou-s’ (1468–1551);
- Sü Čen-čching (1479–1511).

Sedm mistrů, a s nimi širší hnutí fu-ku archaizujícího obdivu a návratu ke starým vzorům, spojoval nový přístup k poezii: odmítali klišé dosud dominujícího kabinetního stylu, zavrhovali vyumělkovanost a mnohomluvný paralelismus svých předchůdců. Věřili, že poezie má vyjadřovat emoce, ale básně jejich předchůdců nemají dostatečný výraz. Při hledání vzorů se obraceli do minulosti k básníkům vrcholného tchangského období, Tu Fuovi a dalším, a starším vzorům – Knize písní, chanským, wejským a ťinským básníkům. Velký zájem projevovali též o lidové písně. V próze měli za vzor prostý styl chanských a čchinských autorů. Ve filozofii se namísto oficiálně prosazované čusistické ortodoxie přikláněli k Wang Jang-mingově škole srdce/mysli.
Někteří literáti, jako Süe Chuej a Jang Šen, nebo osm talentů éry Ťia-ťing, považovali jejich zásady za příliš svazující a ústící v pouhé kopírování vzorů bez vlastní invence. Nicméně i tak, spolu se sedmi pozdějšími mingskými mistry, kteří na ně navázali po polovině 16. století, měli velký vliv na básníky mingské Číny a jejich básnický styl byl po mnoho desetiletí nejpopulárnější.